# Baron Devereux
Baron Devereux (auch Deverose oder Deverois) war ein erblicher britischer Adelstitel, der zweimal in der Peerage of England verliehen wurde.

Wappen der Barone Devereux, erster Verleihung

Wappen der Barone Devereux, zweiter Verleihung

## Verleihungen
Der Titel wurde erstmals am 6. Februar 1299 für Sir William William, Gutsherr von Lyonshall in Herefordshire geschaffen, indem dieser von König Eduard I. durch Writ of Summons ins Englische Parlament berufen wurde. Obwohl er offenbar einen Sohn und Erben hatte, dessen Nachkommenlinie sich bis 1388 nachverfolgen lässt, führte keiner seiner Nachkommen seinen Baronstitel oder wurde ins Parlament berufen.
In zweiter Verleihung wurde der Titel am 28. September 1384 für Sir John Devereux, Gutsherr von Dinton in Buckinghamshire geschaffen, indem dieser von König Richard II. durch Writ of Summons ins House of Lords des Englischen Parlaments berufen wurde. Seit seinem Tod, 1393, ruht der Titel insofern, dass er keiner seiner Nachkommen wieder ausdrücklich als Baron Devereux ins Parlament berufen wurde. Der Anspruch auf seinen Titel fiel bei seinem Tod, 1393, an seinen Sohn John, der 1396 minderjährig starb, weshalb dieser nie ins Parlament berufen wurde. Der Anspruch auf den Titel fiel daraufhin an seine einzige Tochter Joan, die mit Walter Fitzwalter, 5. Baron Fitzwalter (1368–1406), verheiratet war. Dieser hatte bereits seit 1386 den älteren und damit höherrangigen Titel Baron Fitzwalter inne und wurde deshalb nicht aus dem Recht ihrer Gattin ins Parlament berufen. Der Anspruch auf den Titel fiel bei Joans Tod 1415 an ihren Sohn Humphrey Fitzwalter, 6. Baron Fitzwalter (1398–1415), der 1396 den Titel seines Vaters geerbt hatte. Der Titel steht de iure seither dem jeweiligen Baron Fitzwalter zu, dessen Nachkommenlinie bis heute besteht.

## Liste der Barone Devereux

### Barone Devereux (1299), erste Verleihung
- William Devereux, 1. Baron Devereux († nach 1400)

### Barone Devereux (1384), zweite Verleihung
- John Devereux, 1. Baron Devereux († 1393)
  - John Devereux, 2. Baron Devereux (um 1376–1396)
  - Joan Devereux, 3. Baroness Devereux (1379–1409)